# Luigi Buscalioni
Luigi Buscalioni (Torino, 30 gennaio 1863 – Bologna, 23 gennaio 1954) è stato un biologo e botanico italiano, noto anche all'estero per la sua produzione scientifica nei più diversi campi della botanica.
Professore di botanica in varie università, si interessò di anatomia e fisiologia vegetale, compiendo studi notevoli sulla cellula e pubblicando vari lavori di genetica, morfologia, teratologia, anatomia, fisiologia, ecologia e fitogeografia, di tecnica microscopica, di parassitologia vegetale.
Nel 1899, nella sua qualità di rappresentante dell'Orto botanico di Pavia, su invito della Società Geografica Italiana e sotto l'egida del Ministero della Pubblica Istruzione organizzò una spedizione nella regione amazzonica allo scopo di studiarne la flora. Furono riportati in patria oltre 5.000 campioni di piante che, però, sono stati ritrovati solo recentemente (1985, 1995) nei depositi dell'Erbario Romano . Il diario delle esplorazioni dell'Amazonia fu pubblicato da Buscalioni nel 1901 sul “Bollettino della Società geografica italiana”.

Nel 1904 fondò l'Istituto Botanico di Sassari.

Dal 1906 al 1923 fu Direttore dell'Orto botanico di Catania, ove si adoperò per realizzare l'ordinamento sistematico secondo Engler. Le sostanziali modifiche apportate, se da un lato permisero un'organizzazione più razionale, dall'altro provocarono innumerevoli polemiche, legate alla rimozione di esemplari arborei di un certo pregio. È innegabile comunque che sotto la sua direzione l'Istituto di Botanica di Catania fu sede di un fervore di ricerca senza precedenti.
Dal 1923 al 1928 fu Direttore dell'Orto botanico di Palermo.

Dal 1º novembre 1928 diviene titolare della Cattedra di Botanica dell'Università di Bologna.

Dal 1932 al 1933 fu Direttore dell'Orto botanico di Ferrara.

## Opere
- Buscalioni L. Una escursione botanica nell'Amazzonia Bollettino della Società Geografica Italiana, 1901, str., 8°, (40-76, 213-240, 336-372, 429-467) pp., cop. di Varese rec. (pubblicato anche in forma di monografia: Un'escursione botanica nell'Amazzonia, Roma, Tip. Civelli, 1901)
- Buscalioni L., Huber J. 1900. ‘'Eine neue Theorie der Anieisenpflanzen.’' Beih. z. Rot. Centralbl., IX, 2, pp. 85–88.
- Buscalioni L. & Traverso G.B. La evoluzione morfologica del fiore in rapporto colla evoluzione cromatica del perianzio. ATTI IST. BOT. UNIV. PAVIA 1907;10:103-201
- Buscalioni L. Sulla caulifloria Malpighia, 1904;18:117-177
- Buscalioni L. & Pollacci G. Le antocianine e il loro significato biologico nelle piante. ATTI IST. BOT. UNIV. PAVIA Serie II Vol. 8 1904 pag. 135-511
- Buscalioni L.; L'Etna e la sua vegetazione (con particolare riguardo alla genesi della valle del Bove).; Boll. Soc. Geol. Ital.; 1909;10: pp. 65;
- Buscalioni L., Muscatello G.; Note botaniche. Sopra alcuni Senecio dell'Etna. Malpighia; 1909;23; 130-166, 297-364, 410-424;
- Buscalioni L. e Muscatello G. Studio anatomo-biologico sul gen. Saurauia Willd. : con speciale riguardo alle specie americane - Catania: Tip. La Siciliana Ciurca & Strano, 1918.
- Buscalioni L. e Muscatello G. Endemismi ed esodemismi nella flora italiana - Catania : Tip. La Siciliana, Ciurca e Strano, 1914. - Estr.da: Rivista Malpighia.
- Buscalioni L, Catalano G. Il problema della fillotassi nelle Acacie verticillate. Malpighia 1927 30:466–471.
- Buscalioni L, Catalano G. Sulla costituzione morfologica ed anatomica degli stami normali e teratologici dell'Agave Zapupe Trel  Bologna : Soc. tip. Compositori, 1930.
- Buscalioni L. Omologie tra le Podoste-monacee attuali, le Psilofitali ed altri tipi arcaici Bologna : Soc. Tip. Già Compositori, 1931.
- Buscalioni, L., and Lanza, D. La basi morfologiche, anatomiche e teratologiche della nuova famiglia delle Pistaceae rappresentata dei due generi Pistia ed Ambrosinia. Malpighia, 1937;34: 103-180.
- Buscalioni L., Grandi G. Il Ficus Carica L., la sua biologia, la sua coltivazione e i suoi rapporti con l'insetto pronubo (Blastophaga psenes L.) Boll. Ist. Ent. Univ. Bologna 1938;10:223-280
- Buscalioni, L., and Lanza, D. Développement des inflorescences et des fleurs du Philodendron acutatum (Araceae). Can. J. Bot. 1937;74: 909-918.
- Buscalioni, L.; Grandi, G. The genera of chalcidoid wasps from Ficus fruit in the New World. Journal of Natural History 1938;27:173-217.